# Rui Jervis Atouguia

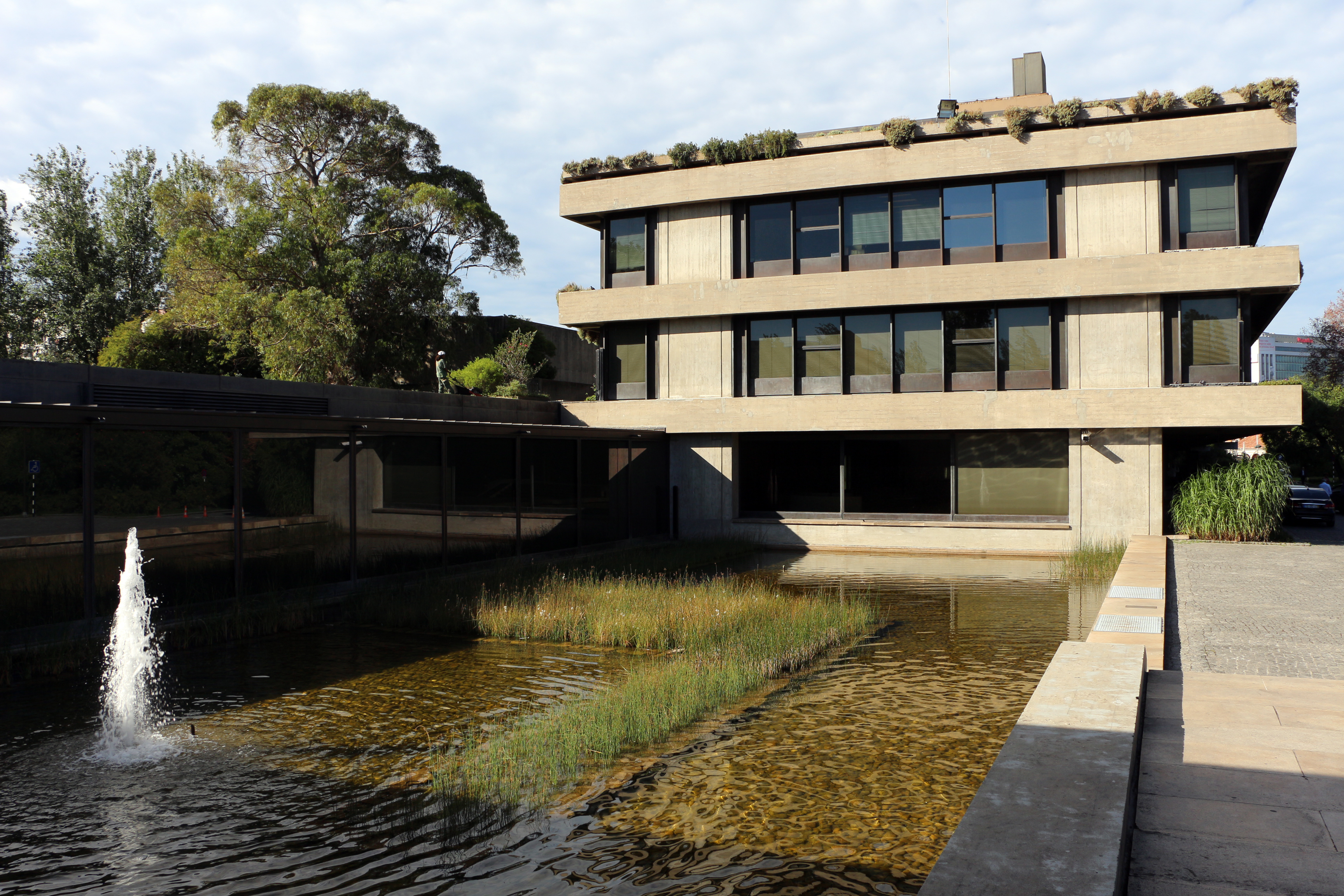
Fundación Calouste Gulbenkian (1959-1969), con Pedro Cid y Alberto Pessoa, Lisboa

Rui de Sequeira Manso Gomes Palma Jervis de Atouguia Ferreira Pinto Basto, 4.º vizconde de Atouguia (Macao, 1 de enero de 1917-Lisboa, 21 de julio de 2006) fue un arquitecto racionalista portugués. 

## Trayectoria
Nació en Macao en 1917, por entonces una colonia portuguesa en China, hijo de Manuel Jervis de Athouguia Ferreira Pinto Basto y de Emília de Sequeira Manso Gomes Palma. Estudió en la Escuela de Bellas Artes de Oporto, donde se tituló en 1948.
Su primer proyecto fue el barrio das Estacas en Lisboa (1949), inspirado en la Carta de Atenas, realizado con Formosinho Sanchez y Maurício de Vasconcelos. Le siguió la escuela del barrio de São Miguel, donde aplicó los brise-soleil lecorbusierianos (1949-1955). Posteriormente fue responsable de las escuelas Teixeira de Pascoaes (1956-1961) y Padre António Vieira (1959-1964).
Su obra más relevante fue la Fundación Calouste Gulbenkian en Lisboa (1959-1969, premio Valmor en 1975), con Pedro Cid y Alberto Pessoa, un edificio de trazado horizontal con volúmenes racionales y abstractos.
En 1969 fue nombrado Oficial de la Orden de Santiago de la Espada.